# Cricău
Cricău – wieś w Rumunii, w okręgu Alba, w gminie Cricău. W 2011 roku liczyła 1198 mieszkańców.